# Taylor Heise
Taylor Heise (* 17. März 2000 in Lake City, Minnesota) ist eine US-amerikanische Eishockeyspielerin, die seit 2024 für die Minnesota Frost in der Professional Women’s Hockey League (PWHL) auf der Position der Stürmerin spielt. Heise ist seit 2022 Mitglied der Frauen-Eishockeynationalmannschaft der Vereinigten Staaten, gewann mit dieser 2023 den Weltmeistertitel und ist dreifache U18-Weltmeisterin.

## Karriere
Beide Eltern von Taylor Heise waren Basketballspieler, auch ihre Brüder spielten Basketball am College. Dennoch entschied sich Taylor für den Eishockeysport und verbrachte ihre Juniorenzeit bis zum Sommer 2018 an der Red Wing High School. Mit dieser gewann sie viermal die regionale High-School-Meisterschaft von Minnesota und erzielte insgesamt 216 Tore und 370 Scorerpunkte für die Red Wing High. Zudem gewann sie 2018 den Minnesota Ms. Hockey Award. Während dieser Zeit nahm Heise in den Jahren 2016, 2017 und 2018 jeweils an der U18-Frauen-Weltmeisterschaft teil. Diese schloss sie jedes Mal mit dem Gewinn der Goldmedaille ab, womit sie (u. a. gemeinsam mit Cayla Barnes) eine der wenigen Dreifach-Weltmeisterin dieser Altersklasse ist. Zudem wurde sie beim Turnier 2018 zur wertvollsten Spielerin und besten Stürmerin ernannt sowie in das All-Star-Team gewählt. 
Nach ihrem erfolgreichen High-School-Abschluss begann Heise im Schuljahr 2018/19 ein Studium in Sportwissenschaften an der University of Minnesota. Neben ihrem Studium spielte sie dort parallel für das Universitätsteam, die Golden Gophers in der Western Collegiate Hockey Association (WCHA), einer Division im Spielbetrieb der National Collegiate Athletic Association. Sie erhielt 2022 ihren B.Sc. in Bewegungswissenschaft, verblieb jedoch ein weiteres Jahr an der Universität als graduate student.

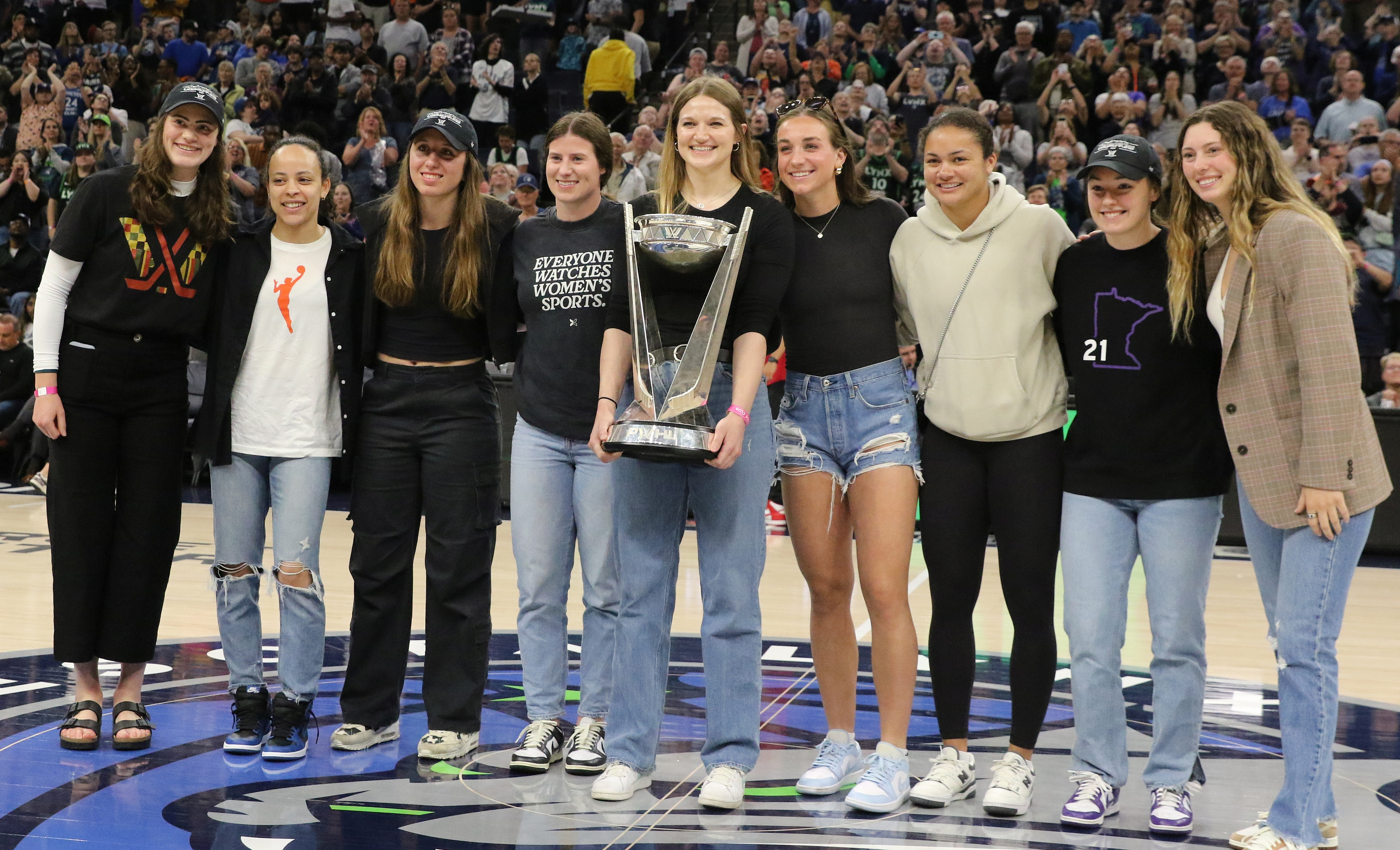
Taylor Heise (vierte v.r.) nach dem Gewinn des Walter Cup (Juni 2024)

Während der Zeit an der Universität nahm sie regelmäßig an Spielen der U22-Nationalmannschaft und Sichtungslehrgängen der Frauennationalmannschaft teil, schaffte es jedoch nicht in den Kader für ein internationales Turnier. Erst vier Jahre nach ihrer letzten U18-WM debütierte sie für das Frauennationalteam bei der Weltmeisterschaft 2022, dominierte das Turnier als Topscorerin und beste Torschützin und erhielt folgerichtig zahlreiche persönliche Auszeichnungen, unter anderem als wertvollste Spielerin (MVP). Zudem gewann sie mit dem US-Team die Silbermedaille. Ein Jahr später, bei der Weltmeisterschaft 2023 gewann sie mit dem Team USA die Goldmedaille sowie bei der Weltmeisterschaft 2024 eine weitere Silbermedaille.
Beim PWHL Draft 2023 wurde Heise in der ersten Runde an erster Stelle vom Team PWHL Minnesota ausgewählt und spielt seit November des gleichen Jahres für das Team in der PWHL. Mit dem erreichte sie das Playoff-Finale um den Walter Cup, welches die Frauen aus Minnesota für sich entschieden und somit erste Gewinnerinnen der Meisterschaftstrophäe wurden. Zu diesem Erfolg trug Heise als Playoff-Topscorerin (5 Tore, 3 Assists) maßgeblich bei und erhielt in Anerkennung für die gezeigten Leistungen die Ilana Kloss Trophy als Playoff-MVP.

## Erfolge und Auszeichnungen
- 2018 Minnesota Ms. Hockey Award (Beste Highschool-Spielerin aus Minnesota)
- 2024 Walter-Cup-Gewinn mit den Minnesota Frost
- 2024 Most Valuable Player (MVP) der PWHL-Playoffs (Ilana Kloss Trophy)

### College
- 2018 WCHA All-Rookie Team
- 2020 WCHA Third Team All-League
- 2022 WCHA Forward of the Year
- 2022 WCHA Player of the Year
- 2022 WCHA First Team All-League
- 2022 CCM/AHCA Hockey First Team All-American
- 2022 Patty Kazmaier Award
- 2023 WCHA Forward of the Year
- 2023 WCHA First Team All-League
- 2023 CCM/AHCA Hockey First Team All-American

### International
- 2016 Goldmedaille bei der U18-Frauen-Weltmeisterschaft
- 2017 Goldmedaille bei der U18-Frauen-Weltmeisterschaft
- 2018 Goldmedaille bei der U18-Frauen-Weltmeisterschaft
- 2018 Most Valuable Player und beste Stürmerin der U18-Frauen-Weltmeisterschaft
- 2018 All-Star-Team der U18-Frauen-Weltmeisterschaft
- 2022 Silbermedaille bei der Weltmeisterschaft
- 2022 Beste Torschützin (7), Vorlagengeberin (11) und Topscorerin (18) der Weltmeisterschaft
- 2022 Most Valuable Player und beste Stürmerin der Weltmeisterschaft
- 2022 All-Star-Team der Weltmeisterschaft
- 2023 Goldmedaille bei der Weltmeisterschaft
- 2023 Beste Vorlagengeberin (11) der Weltmeisterschaft
- 2024 Silbermedaille bei der Weltmeisterschaft
- 2025 Goldmedaille bei der Weltmeisterschaft

## Karrierestatistik
(Legende zur Spielerstatistik: Sp oder GP = absolvierte Spiele; T oder G = erzielte Tore; V oder A = erzielte Assists; Pkt oder Pts = erzielte Scorerpunkte; SM oder PIM = erhaltene Strafminuten; +/− = Plus/Minus-Bilanz; PP = erzielte Überzahltore; SH = erzielte Unterzahltore; GW = erzielte Siegtore; 1 Play-downs/Relegation; Kursiv: Statistik nicht vollständig)

### International
Vertrat die USA bei:
| - U18-Frauen-Weltmeisterschaft 2016 - U18-Frauen-Weltmeisterschaft 2017 - U18-Frauen-Weltmeisterschaft 2018 | - Weltmeisterschaft 2022 - Weltmeisterschaft 2023 - Weltmeisterschaft 2024 |